# وارين باريت
وارين باريت (بالإنجليزية: Warren Barrett) (مواليد 9 سبتمبر 1970) هو لاعب كرة قدم. يلعب مع منتخب جامايكا لكرة القدم. سبق له أن لعب في كأس العالم لكرة القدم مع منتخب بلاده.

## روابط خارجية
- وارين باريت على موقع الاتحاد الدولي (مؤرشف)  (الإنجليزية)
- وارين باريت على موقع قاعدة بيانات كرة القدم.إي يو (الإنجليزية)
- وارين باريت على موقع ناشيونال فوتبول تيمز (الإنجليزية)
- وارين باريت على موقع Soccerway.com (الإنجليزية)